# جزر أردني
الجزر الأردني (الاسم العلمي:Daucus jordanicus) هو نوع من النباتات يتبع جنس الجزر من الفصيلة الخيمية.

## الموئل والانتشار
موطنه بلاد الشام والمغرب العربي.